# UTC−00:44
Az UTC–00:44 egy időeltolódás volt, amely 44 perccel (még korábban pontosan 43 perccel és 8 másodperccel, a használó terület hosszúsági körének megfelelően) volt hátrább az egyezményes koordinált világidőtől (UTC). Jelenleg már egy terület sem használja.

## Korábban használó terület

### Afrika
- Libéria

## A korábban ebben az időeltolódásban lévő időzónáról
| Időzóna neve angolul             | Időzóna neve magyarul      |
| -------------------------------- | -------------------------- |
| Monrovia Mean Time/Liberian Time | Monroviai idő/Libériai idő |

Ebbe az időeltolódásba korábban is csak egy időzóna tartozott, az időzónába pedig egy terület, Libéria, amely fővárosa hosszúsági körének megfelelően egészen pontosan 43 perccel és 8 másodperccel volt hátrább az UTC-től. 1919. március 1-től UTC–00:44-ként használták. 1972-ben álltak át UTC-re (UTC+0:00).

## Fordítás
Ez a szócikk részben vagy egészben  az   UTC−00:44 című angol Wikipédia-szócikk ezen változatának fordításán alapul.  Az eredeti cikk szerkesztőit annak laptörténete sorolja fel. Ez a jelzés csupán a megfogalmazás eredetét és a szerzői jogokat jelzi, nem szolgál a cikkben szereplő információk forrásmegjelöléseként.